# Union Station (Indianapolis)
Het Union Station is een treinstation in de Amerikaanse stad Indianapolis. Het station werd op 20 september 1853 geopend en was daarmee het eerste Union Station, een treinstation dat wordt gebruikt door meerdere spoorwegmaatschappijen in de Verenigde Staten. Het huidige gebouw is in neoromaanse stijl opgetrokken en werd in 1888 gebouwd.
Union Station was, na het station van Chicago, het drukste in het middenwesten van de Verenigde Staten en vanaf 1900 kreeg het zo'n 200 treinen per dag te verwerken. Met de teruggang van de spoorwegen als vorm van openbaar vervoer in de VS werd het Union Station in 1979 omgebouwd tot een winkelcentrum en in 1997 werden diverse instituten in het gebouw gevestigd waaronder musea, een hotel en onderwijsinstellingen. In 1974 werd het gebouw op de monumentenlijst geplaatst.
Het treinverkeer dat nu nog Indianapolis aandoet kent haar station in de nabije omgeving van het Union Station.